# Alota boliviana
Alota boliviana är en insektsart som beskrevs av Bruner, L. 1913. Alota boliviana ingår i släktet Alota och familjen gräshoppor. Inga underarter finns listade i Catalogue of Life.